# Marketing-Automation
Marketing-Automation, auch Marketing-Automatisierung genannt, ist eine softwaregestützte Methode um Marketing- und Vertriebsprozesse zu automatisieren. Dabei werden Nutzerprofile basierend auf deren Nutzerverhalten mit Informationen angereichert, um automatisierte Kampagnenprozesse für individuelle Kommunikation einzurichten. Ein Ziel von Marketing-Automatisierung besteht darin, die Zahl potenzieller, qualifizierter Neukunden (sog. "Leads") zu erhöhen.

## Definitionen
In der Literatur findet man verschiedene Definitionen:

„Marketing-Automation ist ein Database-gestützter, ganzheitlicher Marketing- und Kommunikationsprozess, oft unter Zuhilfenahme moderner Kampagnenmanagement- und Reportingtools. Das Ergebnis sind die automatisierte kosten-, bedarfs- und zeitorientierte Kommunikation von Angeboten an Kunden und Interessenten sowie eine deutliche Steigerung der Kundenbindung.“

„Unter Marketing Automation wird im Folgenden die Steuerung und Unterstützung der kundenbezogenen Geschäftsprozesse im Marketing verstanden, insbesondere im kontaktunterstützenden und administrativen Bereich.“

## Funktionsweise
Die meisten Lösungen für Marketing-Automation kombinieren Funktionalitäten aus CRM-Systemen, Web-Analyse, E-Mail-Marketing, Social-Media-Werbung, SMS-Marketing sowie Retargeting. Die meisten Marketing-Automations-Lösungen setzen ihren Schwerpunkt im sogenannten Lead-Nurturing. Der Lead-Nurturing-Prozess beginnt mit der Leadgenerierung. Darüber hinaus gibt es aber auch noch ganzheitlichere Systeme, die neben den genannten Funktionalitäten auch Funktionen zur Landingpage-Erstellung, Conversion-Optimierung und Content-Erstellung beinhalten.

## Methode
Die eigentliche Marketing-Automatisierung beginnt mit dem Erhalt eines Leads z. B. in Form einer E-Mail-Adresse. Ab diesen Moment wird ein Nutzerprofil im Marketing-Automation-System gespeichert, das mit jeder weiteren Interaktion mit Website, E-Mails, Anzeigen, Social-Media-Post etc. mit individuellen Daten angereichert werden kann. Die meisten Marketing-Automatisierungslösungen bieten auch eine Lead-Scoringfunktionalität an, über die der Reifegrad eines Kontakts verifiziert werden kann. Damit kann die Customer Journey auf den eigenen Webseiten getrackt werden und passende Interaktionen stattfinden.